# San Andrés Itzapa
San Andrés Itzapa est une ville du Guatemala dans le département de Chimaltenango.

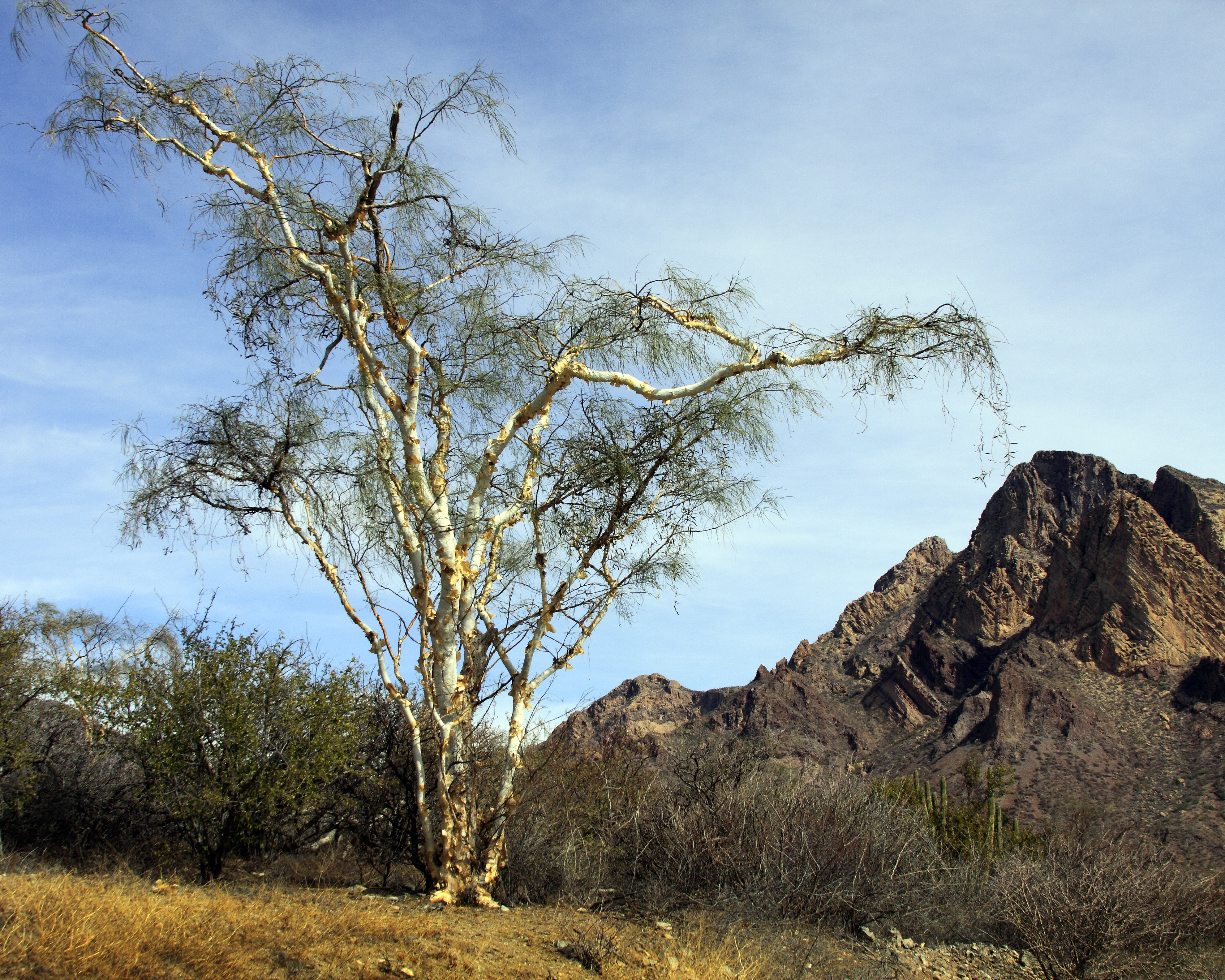
Arbre de palo blanco